# Liste der Teilnehmer der UEFA Conference League
Diese Liste verzeichnet alle Mannschaften, die seit der Gründung der UEFA Conference League in der Saison 2021/22 an der Gruppenphase, sowie der K.-O.- Runde des Fußballwettbewerbes teilgenommen haben. Die Teams sind nach ihren Herkunftsländern geordnet. Fette Jahreszahlen kennzeichnen die Gewinner des Turniers. Teams mit einem Sternchen kamen als Gruppendritte aus der UEFA Europa League in die K-.O-. Runde des UECL. Teilnehmer der Qualifikation sind nicht aufgelistet.

## Armenien
|  | Verein                | Anzahl | Teilnahmen |
|  | --------------------- | ------ | ---------- |
|  | FC Alaschkert Martuni | 1      | 2021/22    |
|  | FC Noah Jerewan       | 1      | 2024/25    |
|  | FC Pjunik Jerewan     | 1      | 2022/23    |

## Aserbaidschan
|  | Verein        | Anzahl | Teilnahmen        |
|  | ------------- | ------ | ----------------- |
|  | Qarabağ Ağdam | 2      | 2021/22; 2022/23* |

## Belarus
|  | Verein          | Anzahl | Teilnahmen |
|  | --------------- | ------ | ---------- |
|  | FK Dinamo Minsk | 1      | 2024/25    |

## Belgien
|  | Verein                      | Anzahl | Teilnahmen                         |
|  | --------------------------- | ------ | ---------------------------------- |
|  | Cercle Brügge               | 1      | 2024/25                            |
|  | KAA Gent                    | 4      | 2021/22, 2022/23, 2023/24, 2024/25 |
|  | RSC Anderlecht              | 1      | 2022/23                            |
|  | FC Brügge                   | 1      | 2023/24                            |
|  | KRC Genk                    | 1      | 2023/24                            |
|  | Royale Union Saint-Gilloise | 1      | 2023/24*                           |

## Bosnien und Herzegowina
|  | Verein              | Anzahl | Teilnahmen |
|  | ------------------- | ------ | ---------- |
|  | FK Borac Banja Luka | 1      | 2024/25    |
|  | HŠK Zrinjski Mostar | 1      | 2023/24    |

## Bulgarien
|  | Verein            | Anzahl | Teilnahmen        |
|  | ----------------- | ------ | ----------------- |
|  | ZSKA Sofia        | 1      | 2021/22           |
|  | Ludogorez Rasgrad | 2      | 2022/23*, 2023/24 |

## Dänemark
|  | Verein           | Anzahl | Teilnahmen       |
|  | ---------------- | ------ | ---------------- |
|  | Randers FC       | 1      | 2021/22          |
|  | FC Kopenhagen    | 2      | 2021/22, 2024/25 |
|  | Silkeborg IF     | 1      | 2022/23          |
|  | FC Nordsjaelland | 1      | 2023/24          |
|  | FC Midtjylland   | 1      | 2021/22*         |

## Deutschland
|  | Verein              | Anzahl | Teilnahmen |
|  | ------------------- | ------ | ---------- |
|  | 1. FC Union Berlin  | 1      | 2021/22    |
|  | 1. FC Heidenheim    | 1      | 2024/25    |
|  | 1. FC Köln          | 1      | 2022/23    |
|  | Eintracht Frankfurt | 1      | 2023/24    |

## England
|  | Verein            | Anzahl | Teilnahmen |
|  | ----------------- | ------ | ---------- |
|  | Tottenham Hotspur | 1      | 2021/22    |
|  | West Ham United   | 1      | 2022/23    |
|  | Aston Villa       | 1      | 2023/24    |
|  | Leicester City    | 1      | 2021/22*   |
|  | FC Chelsea        | 1      | 2024/25    |

## Estland
|  | Verein           | Anzahl | Teilnahmen |
|  | ---------------- | ------ | ---------- |
|  | FC Flora Tallinn | 1      | 2021/22    |

## Färöer
|  | Verein      | Anzahl | Teilnahmen |
|  | ----------- | ------ | ---------- |
|  | KÍ Klaksvík | 1      | 2023/24    |

## Finnland
|  | Verein       | Anzahl | Teilnahmen                |
|  | ------------ | ------ | ------------------------- |
|  | HJK Helsinki | 3      | 2021/22, 2023/24, 2024/25 |

## Frankreich
|  | Verein              | Anzahl | Teilnahmen |
|  | ------------------- | ------ | ---------- |
|  | Stade Rennais       | 1      | 2021/22    |
|  | OGC Nizza           | 1      | 2022/23    |
|  | LOSC Lille          | 1      | 2023/24    |
|  | Olympique Marseille | 1      | 2021/22*   |

## Gibraltar
|  | Verein              | Anzahl | Teilnahmen |
|  | ------------------- | ------ | ---------- |
|  | Lincoln Red Imps FC | 1      | 2021/22    |

## Griechenland
|  | Verein              | Anzahl | Teilnahmen       |
|  | ------------------- | ------ | ---------------- |
|  | Panathinaikos Athen | 1      | 2024/25          |
|  | PAOK Thessaloniki   | 2      | 2021/22, 2023/24 |
|  | Olympiakos Piräus   | 1      | 2023/24*         |

## Island
|  | Verein               | Anzahl | Teilnahmen |
|  | -------------------- | ------ | ---------- |
|  | Breiðablik Kópavogur | 1      | 2023/24    |
|  | Víkingur Reykjavík   | 1      | 2024/25    |

## Israel
|  | Verein              | Anzahl | Teilnahmen        |
|  | ------------------- | ------ | ----------------- |
|  | Maccabi Tel Aviv    | 2      | 2021/22, 2023/24  |
|  | Maccabi Haifa       | 2      | 2021/22, 2023/24* |
|  | Hapoel Be’er Scheva | 1      | 2022/23           |

## Italien
|  | Verein     | Anzahl | Teilnahmen                |
|  | ---------- | ------ | ------------------------- |
|  | AS Rom     | 1      | 2021/22                   |
|  | AC Florenz | 3      | 2022/23, 2023/24, 2024/25 |
|  | Lazio Rom  | 1      | 2022/23*                  |

## Kasachstan
|  | Verein           | Anzahl | Teilnahmen       |
|  | ---------------- | ------ | ---------------- |
|  | FK Qairat Almaty | 1      | 2021/22          |
|  | FK Astana        | 2      | 2023/24, 2024/25 |

## Kroatien
|  | Verein        | Anzahl | Teilnahmen |
|  | ------------- | ------ | ---------- |
|  | Dinamo Zagreb | 1      | 2023/24    |

## Kosovo
|  | Verein      | Anzahl | Teilnahmen       |
|  | ----------- | ------ | ---------------- |
|  | KF Ballkani | 2      | 2022/23, 2023/24 |

## Lettland
|  | Verein | Anzahl | Teilnahmen |
|  | ------ | ------ | ---------- |
|  | FK RFS | 1      | 2022/23    |

## Liechtenstein
|  | Verein   | Anzahl | Teilnahmen |
|  | -------- | ------ | ---------- |
|  | FC Vaduz | 1      | 2022/23    |

## Litauen
|  | Verein              | Anzahl | Teilnahmen |
|  | ------------------- | ------ | ---------- |
|  | FK Žalgiris Vilnius | 1      | 2022/23    |

## Moldawien
|  | Verein            | Anzahl | Teilnahmen |
|  | ----------------- | ------ | ---------- |
|  | Petrocub Hîncești | 1      | 2024/25    |
|  | Sheriff Tiraspol  | 1      | 2022/23*   |

## Niederlande
|  | Verein              | Anzahl | Teilnahmen                |
|  | ------------------- | ------ | ------------------------- |
|  | AZ Alkmaar          | 3      | 2021/22, 2022/23, 2023/24 |
|  | Feyenoord Rotterdam | 1      | 2021/22                   |
|  | Vitesse Arnheim     | 1      | 2021/22                   |
|  | PSV Eindhoven       | 1      | 2021/22*                  |
|  | Ajax Amsterdam      | 1      | 2023/24*                  |

## Nordirland
|  | Verein   | Anzahl | Teilnahmen |
|  | -------- | ------ | ---------- |
|  | Larne FC | 1      | 2024/25    |

## Norwegen
|  | Verein        | Anzahl | Teilnahmen                 |
|  | ------------- | ------ | -------------------------- |
|  | FK Bodø/Glimt | 3      | 2021/22, 2022/23*, 2023/24 |
|  | Molde FK      | 3      | 2022/23, 2023/24*, 2024/25 |

## Österreich
|  | Verein          | Anzahl | Teilnahmen        |
|  | --------------- | ------ | ----------------- |
|  | LASK            | 2      | 2021/22, 2024/25  |
|  | FK Austria Wien | 1      | 2022/23           |
|  | SK Rapid Wien   | 2      | 2021/22*, 2024/25 |
|  | SK Sturm Graz   | 1      | 2023/24*          |

## Polen
|  | Verein                | Anzahl | Teilnahmen       |
|  | --------------------- | ------ | ---------------- |
|  | Jagiellonia Białystok | 1      | 2024/25          |
|  | Lech Posen            | 1      | 2022/23          |
|  | Legia Warschau        | 2      | 2023/24, 2024/25 |

## Portugal
|  | Verein            | Anzahl | Teilnahmen |
|  | ----------------- | ------ | ---------- |
|  | Sporting Braga    | 1      | 2022/23*   |
|  | Vitória Guimarães | 1      | 2024/25    |

## Republik Irland
|  | Verein          | Anzahl | Teilnahmen       |
|  | --------------- | ------ | ---------------- |
|  | Shamrock Rovers | 2      | 2022/23, 2024/25 |

## Rumänien
|  | Verein        | Anzahl | Teilnahmen       |
|  | ------------- | ------ | ---------------- |
|  | CFR Cluj      | 2      | 2021/22, 2022/23 |
|  | FCSB Bukarest | 1      | 2022/23          |

## Schottland
|  | Verein              | Anzahl | Teilnahmen       |
|  | ------------------- | ------ | ---------------- |
|  | Heart of Midlothian | 2      | 2022/23, 2024/25 |
|  | FC Aberdeen         | 1      | 2023/24          |
|  | Celtic Glasgow      | 1      | 2021/22*         |

## Schweden
|  | Verein         | Anzahl | Teilnahmen       |
|  | -------------- | ------ | ---------------- |
|  | Djurgårdens IF | 2      | 2022/23, 2024/25 |

## Schweiz
|  | Verein        | Anzahl | Teilnahmen       |
|  | ------------- | ------ | ---------------- |
|  | FC Basel      | 2      | 2021/22, 2022/23 |
|  | FC St. Gallen | 1      | 2024/25          |
|  | FC Lugano     | 2      | 2023/24, 2024/25 |
|  | Servette FC   | 1      | 2023/24*         |

## Serbien
|  | Verein              | Anzahl | Teilnahmen       |
|  | ------------------- | ------ | ---------------- |
|  | FK Partizan Belgrad | 2      | 2021/22, 2022/23 |
|  | FK Čukarički        | 1      | 2023/24          |
|  | FK TSC              | 1      | 2024/25          |

## Slowakei
|  | Verein               | Anzahl | Teilnahmen                |
|  | -------------------- | ------ | ------------------------- |
|  | ŠK Slovan Bratislava | 3      | 2021/22, 2022/23, 2023/24 |
|  | Spartak Trnava       | 1      | 2023/24                   |

## Slowenien
|  | Verein                | Anzahl | Teilnahmen       |
|  | --------------------- | ------ | ---------------- |
|  | NK Celje              | 1      | 2024/25          |
|  | NŠ Mura               | 1      | 2021/22          |
|  | NK Olimpija Ljubljana | 2      | 2023/24, 2024/25 |

## Spanien
|  | Verein        | Anzahl | Teilnahmen        |
|  | ------------- | ------ | ----------------- |
|  | FC Villarreal | 1      | 2022/23           |
|  | Betis Sevilla | 2      | 2023/24*, 2024/25 |

## Tschechien
|  | Verein            | Anzahl | Teilnahmen       |
|  | ----------------- | ------ | ---------------- |
|  | FK Jablonec       | 1      | 2021/22          |
|  | Slavia Prag       | 2      | 2021/22, 2022/23 |
|  | 1. FC Slovácko    | 1      | 2022/23          |
|  | Viktoria Pilsen   | 1      | 2023/24          |
|  | Sparta Prag       | 1      | 2021/22*         |
|  | FK Mladá Boleslav | 1      | 2024/25          |

## Türkei
|  | Verein                 | Anzahl | Teilnahmen        |
|  | ---------------------- | ------ | ----------------- |
|  | Istanbul Başakşehir FK | 2      | 2022/23, 2024/25  |
|  | Sivasspor              | 1      | 2022/23           |
|  | Beşiktaş Istanbul      | 1      | 2023/24           |
|  | Fenerbahçe Istanbul    | 2      | 2021/22*, 2023/24 |
|  | Trabzonspor            | 1      | 2022/23*          |

## Ukraine
|  | Verein        | Anzahl | Teilnahmen       |
|  | ------------- | ------ | ---------------- |
|  | Sorja Luhansk | 2      | 2021/22, 2023/24 |
|  | SK Dnipro-1   | 1      | 2022/23          |

## Ungarn
|  | Verein               | Anzahl | Teilnahmen |
|  | -------------------- | ------ | ---------- |
|  | Ferencváros Budapest | 1      | 2023/24    |

## Wales
|  | Verein            | Anzahl | Teilnahmen |
|  | ----------------- | ------ | ---------- |
|  | The New Saints FC | 1      | 2024/25    |

## Zypern
|  | Verein               | Anzahl | Teilnahmen       |
|  | -------------------- | ------ | ---------------- |
|  | Anorthosis Famagusta | 1      | 2021/22          |
|  | APOEL Nikosia        | 1      | 2024/25          |
|  | Omonia Nikosia       | 2      | 2022/23, 2024/25 |
|  | Apollon Limassol     | 1      | 2022/23          |
|  | AEK Larnaka          | 1      | 2022/23*         |
|  | Paphos FC            | 1      | 2024/25          |

## Wissenswertes
- Albanien, Andorra, Georgien, Luxemburg, Malta, Montenegro, Nordmazedonien, Russland und San Marino stellten bisher keinen UEFA-Conference-League-Teilnehmer. (Stand 2024/25)